# Browary Regionalne Jakubiak

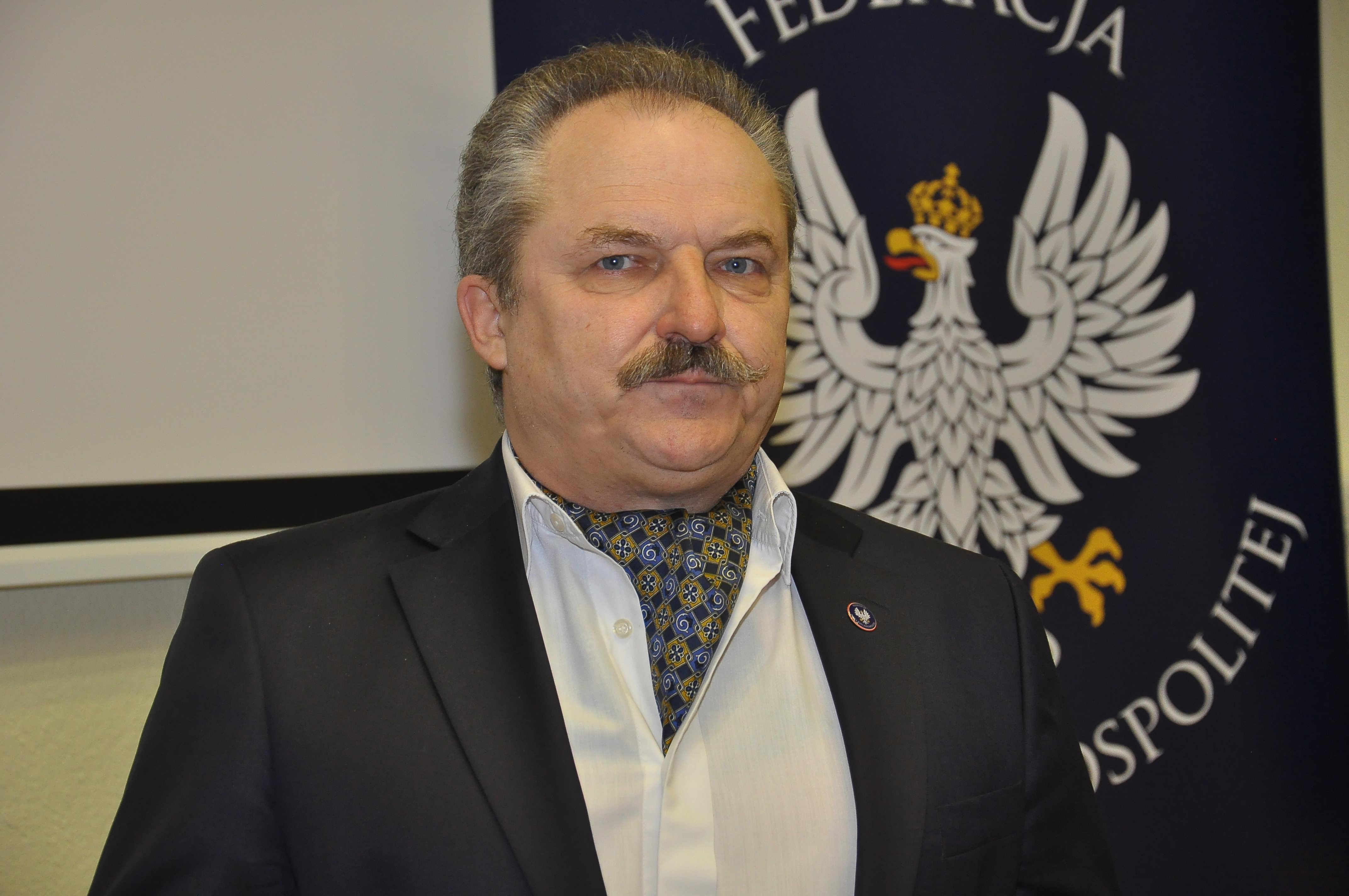
Marek Jakubiak

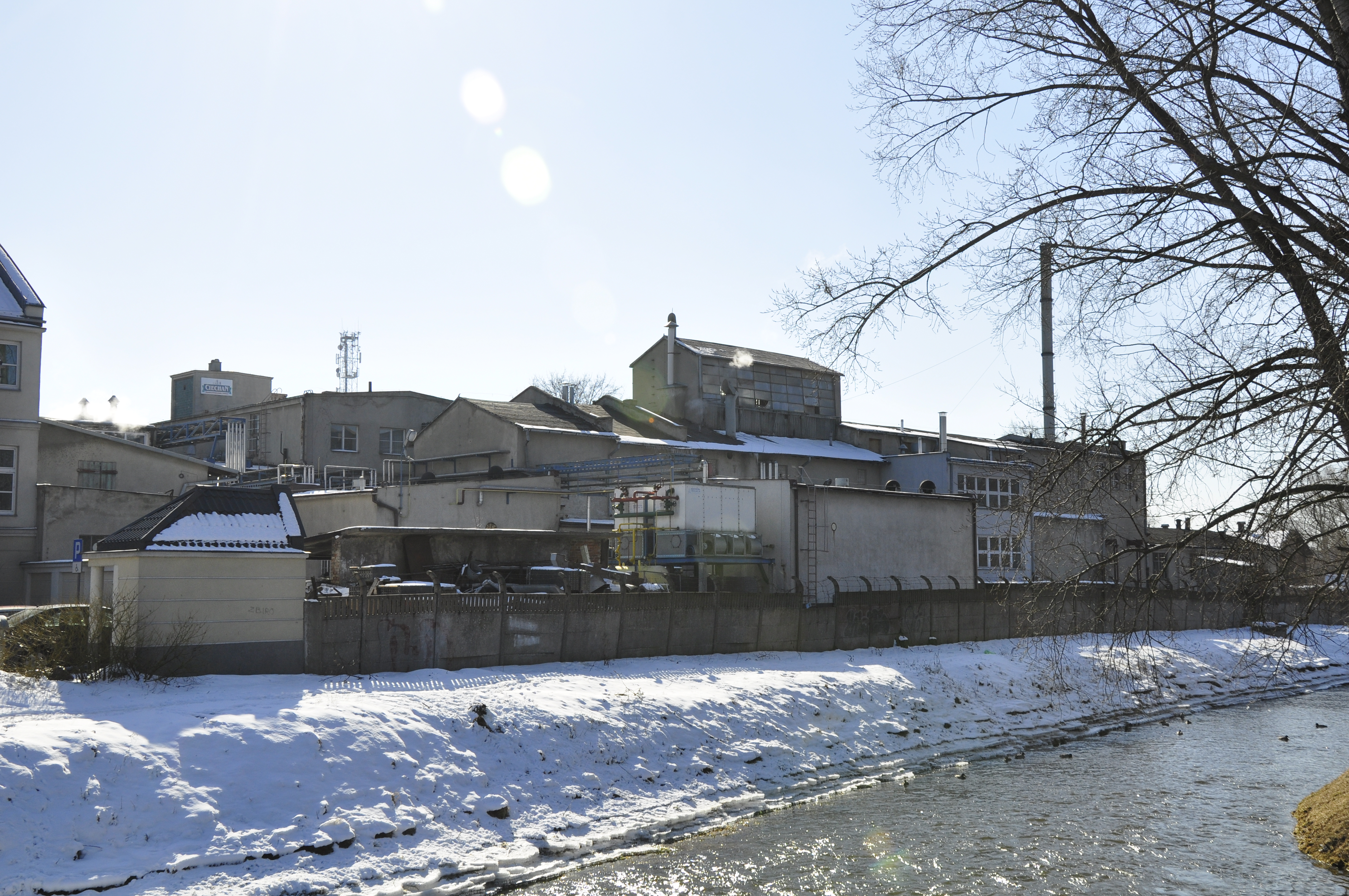
Browar BRJ w Ciechanowie

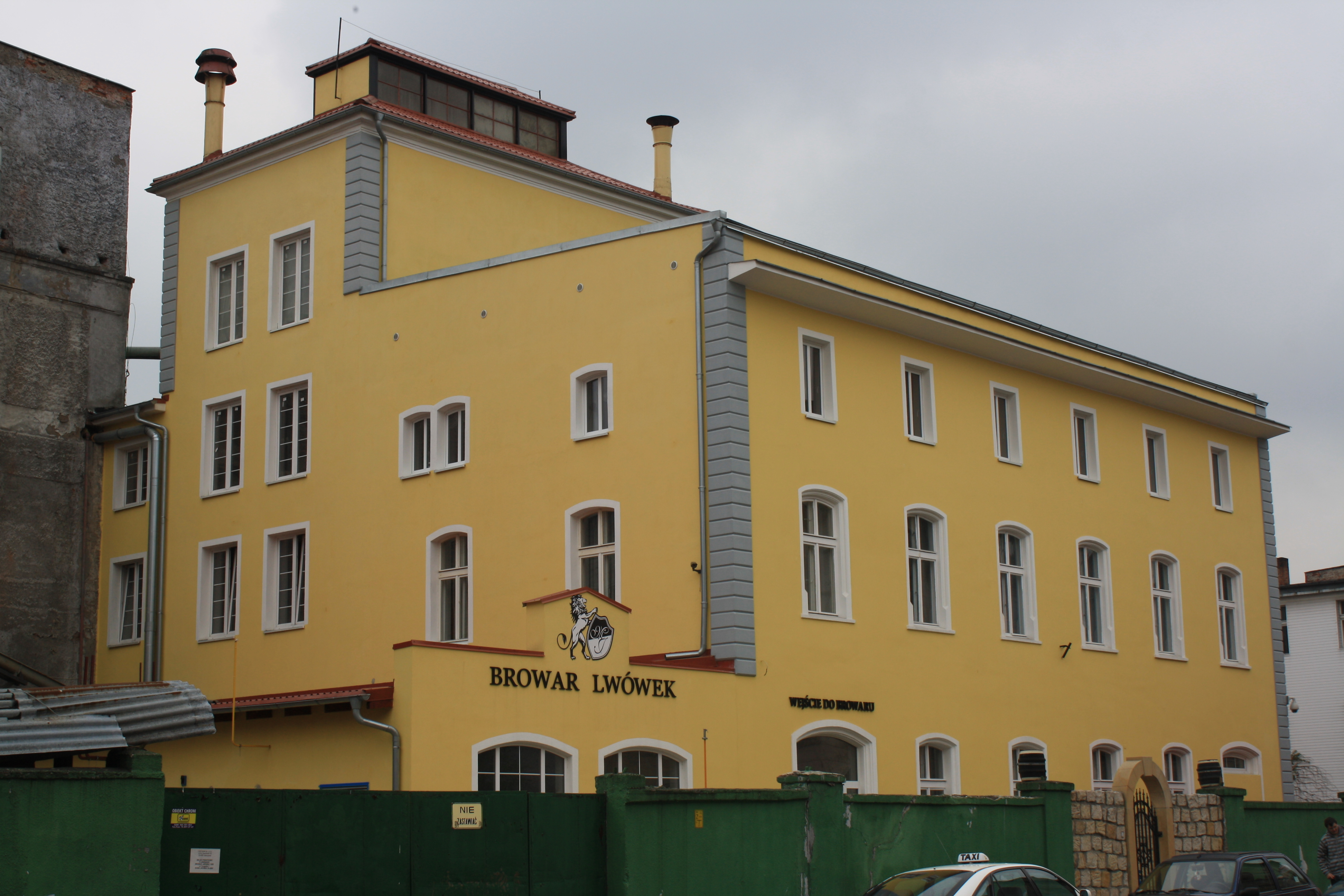
Browar BRJ w Lwówku Śląskim

Browary Regionalne Jakubiak Sp. z o.o. (BRJ) – polski producent piwa, napojów słodowych i destylatów. Jej założycielem i właścicielem jest warszawski przedsiębiorca i poseł na Sejm VIII i X kadencji Marek Jakubiak. Siedziba spółki BRJ mieści się w Dziekanowie Nowym pod Warszawą.

## Historia

### Browarnictwo
Początki przedsiębiorstwa BRJ sięgają 2002 roku. Wtedy to Marek Jakubiak pod firmą Browar Gambrynus Sp. z o.o. zakupił od austriackiej spółki Brau Union browar w Ciechanowie, a następnie rozpoczął w nim produkcję piwa pod markami Gambrynus i Ciechanów.
W 2007 roku Marek Jakubiak wraz z ówczesnymi wspólnikami założył spółkę Ciechan sp. z o.o. (obecnie Browary Regionalne Jakubiak Sp. z o.o.). Pod jej marką rozpoczęła się ekspansja ogólnopolska przedsiębiorstwa. Producent skoncentrował się na budowie własnej sieci dystrybucji oraz popularyzacji wśród konsumentów jasnych piw niepasteryzowanych o ekstrakcie 12° i 14 °Blg. Z czasem obok klasycznych piw dolnej fermentacji pojawiło się w sprzedaży piwo miodowe. Okazało się ono dużym sukcesem handlowym.
W 2009 roku przedsiębiorstwo rozpoczęło nową strategię. Wdrożony został plan budowy grupy browarów regionalnych i promocji kilkunastu marek piwa, które byłyby silne związane z miejscami, z których pochodzą. Ideą pośrednio wynikającą z projektu stało się także rewitalizowanie zabytkowych zakładów produkcyjnych w różnych zakątkach kraju.
Pierwszym krokiem w kierunku stworzenia grupy piwowarskiej był zakup i ponowne uruchomienie browaru w Lwówku Śląskim. Kolejnym były poszukiwania zakładu w południowo-wschodniej Polsce. Próby nabycia browarów w Janowie Lubelskim lub w Zwierzyńcu nie powiodły się. Podjęto więc decyzję o wybudowaniu od podstaw zakładu na Pomorzu – w Ustce. Inwestycji tej, z braku akceptacji samorządu, nie zrealizowano.
W 2012 roku przedsiębiorstwu udało się porozumieć z władzami miejskimi Darłowa. Podpisana została umowa o budowie od podstaw browaru w Darłówku. W 2013 roku spółka zakupiła i uruchomiła browar w Bojanowie. W kwietniu 2014 roku przejęła dawny zakład piwowarski w Tenczynku, a w sierpniu 2014 roku dawny browar w Biskupcu.
W roku 2018 browar w Tenczynku został sprzedany firmie Manufaktura Piwa, Wódki i Wina związanej z Januszem Palikotem.

### Destylaty
W 2012 roku przedsiębiorstwo postanowiło wejść na rynek wódek gatunkowych, likierów, nalewek i whisky. W tym celu zrealizowała w latach 2012–2013 na terenie browaru w Ciechanowie budowę destylarni wyposażonej w kolumnę rektyfikacyjną i leżakowni z dębowymi beczkami.
Pierwszym produktem alkoholowym z tego segmentu działalności BRJ był wypuszczony na rynek pod koniec 2014 roku likier – Porterówka.

### Dystrybucja
BRJ rozwija się również w segmencie dystrybucji. Od samego początku działalności spółka samodzielnie zajmowała się dostawą swoich produktów do sklepów na terenie kraju.
Centrum logistyczne przedsiębiorstwa mieściło się w Ciechanowie i w Warszawie, a obecnie pod firmą Piwa Regionów w Nowym Dziekanowie. Posiada ono oddziały również w Ciechanowie, Kleosinie, Krakowie, Wrocławiu, Lwówku Śląskim i Białymstoku.
Trwają przygotowania do budowy znacznie większego centrum pod Zgierzem.

### Inna działalność
Poza produkcją i dystrybucją napojów oraz alkoholi przedsiębiorstwo BRJ działa w innych dziedzinach. Poprzez spółki zależne jest m.in. wydawcą tygodników regionalnych, prowadzi portal internetowy oraz telewizję i radio. Posiada firmowy lokal gastronomiczny w Ciechanowie i Warszawie. Jest organizatorem imprez kulturalnych i branżowych. Wspiera też m.in. sportowców z powiatu ciechanowskiego.

## Holding
Spółka Browary Regionalne Jakubiak Sp. z o.o. od 2013 roku stanowi podmiot dominujący holdingu BRJ. W jego skład wchodzą:
- Browary Regionalne Jakubiak – producent napojów alkoholowych i bezalkoholowych, który zarządza browarami w Ciechanowie i Lwówku Śląskim;
- BRJ Media – wydawca Tygodnika Ilustrowanego, a także nadawca telewizji BRJ TV i radia BRJ FM;
- Gambrynus – wydawca tygodnika Extra Ciechanów;
- Piwa Regionów – przedsiębiorstwo dystrybucji i sprzedaży hurtowej napojów[10].

## Portfolio marek

### Likiery
- Porterówka

### Napoje
- Krzepiak

### Piwo
- Ciechan
  - AIPA
  - Lagerowe
  - Maciejowe
  - Marcowe
  - Miodowe
  - Mocne
  - Porter
  - Porter Grudniowy
  - Pszeniczne
  - Shandy
  - Stout
  - Wyborne
- Darłowiak
  - Marcowe
  - Lager
  - Lager Dortmundzki
  - Aborygen
  - Milk Stout
  - Imperial Stout